# 了墩站
了墩站位于新疆维吾尔自治区哈密市，建于1960年，是兰新铁路的一个车站。距离兰州站1455公里，距上行车站雅子泉站29公里，距下行车站红层站11公里。為百里風區的終點。该站隶属乌鲁木齐铁路局。

## 业务范围
- 客运：办理旅客乘降；行李、包裹托运；
- 货运：办理整车货物发到